# Mallory Leconte
Pour les articles homonymes, voir Leconte.
Mallory Leconte, née le 4 octobre 2000 à Saint-Denis, est une sprinteuse française du club Saint-Denis Émotion.

## Carrière
Repérés à l'école, Mallory et son frère jumeau Jerry y ont commencé l’athlétisme,. Tous deux intègrent le club Saint-Denis Émotion : « J’ai commencé l’athlétisme en 2011 et après une courte pause j’y suis revenu en 2015 ». « Ce que j’aime dans le sprint, c’est la sensation de vitesse, d’adrénaline. J’aime beaucoup la pression aussi, on est tous sur la même ligne de départ, tout le monde nous regarde, on peut entendre nos cœurs battre ».
Championne de France cadettes en 2017, Mallory Leconte est vice-championne de France junior du 60 mètres en salle à Liévin le 24 février 2019. Elle remporte la finale du 60 mètres lors des Championnats de France d'athlétisme en salle 2022 à Miramas en 7 secondes 34.
Mallory Leconte est aussi médaillée de bronze du relais 4 × 100 mètres aux Championnats d'Europe espoirs d'athlétisme 2021 à Tallinn. En juin 2022, elle remporte le titre de championne de France du 100 mètres en 11s43 devant Leelou Martial-Ehoulet (11s54) et Floriane Gnafoua (11s62).
En juin 2022, elle est médaillée d'argent du relais 4 × 100 mètres aux Jeux méditerranéens à Oran avec Éloïse De La Taille, Gémima Joseph et Wided Atatou.
Le 10 juillet 2022, elle remporte le 100 mètres au championnat de France espoirs à Albi avec un temps de 11 secondes 22. Elle est médaillée d'argent du relais 4 × 100 mètres aux Jeux méditerranéens de 2022 à Oran.
Aux championnats d'Europe d'athlétisme 2022, elle accède en demi-finale du 100 mètres en 11 secondes 49. En relais 4 × 100 mètres (avec Floriane Gnafoua, Gémima Joseph et Hélène Parisot), l'équipe accède à la finale mais elle éliminée pour une mauvaise transmission avant que le relais n'arrive à Mallory Leconte.
En juillet 2023, elle remporte son deuxième titre de championne de France du 100 mètres en 11s23, son nouveau record personnel, devant Cynthia Leduc (11s32) et Hélène Parisot (11s35).
En mai 2024, elle conclut le relais français lancé par Chloé Galet, Gémima Joseph et Hélène Parisot qui remporte la médaille d'argent aux relais mondiaux 2024, qualificatif pour les Jeux olympiques,.

## Palmarès
| Date | Compétition           | Lieu   | Résultat | Épreuve   | Marque  |
| ---- | --------------------- | ------ | -------- | --------- | ------- |
| 2022 | Jeux méditerranéens   | Oran   | 2e       | 4 x 100 m | 44 s 63 |
| 2022 | Championnats d'Europe | Munich | finale   | 4 x 100 m | DNF     |
| 2024 | Relais mondiaux       | Nassau | 2e       | 4 × 100 m | 42 s 75 |

| Date | Compétition                     | Lieu    | Résultat | Épreuve | Marque  |
| ---- | ------------------------------- | ------- | -------- | ------- | ------- |
| 2022 | Championnats de France en salle | Miramas | 1er      | 60 m    | 7 s 34  |
| 2022 | Championnats de France          | Caen    | 1er      | 100 m   | 11 s 43 |
| 2023 | Championnats de France en salle | Aubière | 2e       | 60 m    | 7 s 33  |
| 2023 | Championnats de France          | Albi    | 1er      | 100 m   | 11 s 23 |

## Vie privée
Elle est étudiante en Staps à l'Université Paris-Nanterre.